# 克魯小丑樂團
克魯小丑（Mötley Crüe）為美國重金屬樂團，1981年於加州洛杉磯成立。創立者為貝斯手Nikki Sixx和鼓手Tommy Lee，隨後加入了吉他手Mick Mars和主唱Vince Neil。目前為止克魯小丑一共銷售超過8000萬張專輯，美國本土銷售超過2500萬張。團員以頹廢且負面的私人生活而聞名，作品常富有酒精、毒品以及性等話題。團員常做出與法律違背的事情，涉及吸毒、誤殺人入獄以及與多數女性出軌。

## 樂團歷史

### 早年: 1981–1983
Motley Crue成立於1981年1月17日,貝斯手Nikki Sixx和鼓手Tommy Lee原本與主唱兼吉他手的Greg Leon合作,結束這段合作後,Nikki和Tommy想招募新的成員,很快他們招募到了前White Horse的吉他手Bob "Mick Mars" Deal。不久之後又招來了Tommy的高中同學Vince Neil,Vince和Tommy高中曾多次合作演出的經驗。團名的部分,Mick想到以前在White Horse時團員稱此團為"a motley looking crew",經過修改後就決定以"Motley Crue"為團名。樂團成立後,第一波發行的曲子為"Stick to Your Guns/Toast of the Town"。第一張專輯"Too Fast for Love"當時只製作出兩萬張且品質欠佳,然而短時間賣光促成初期的成功。

### 最後演出: 2011 – 2015

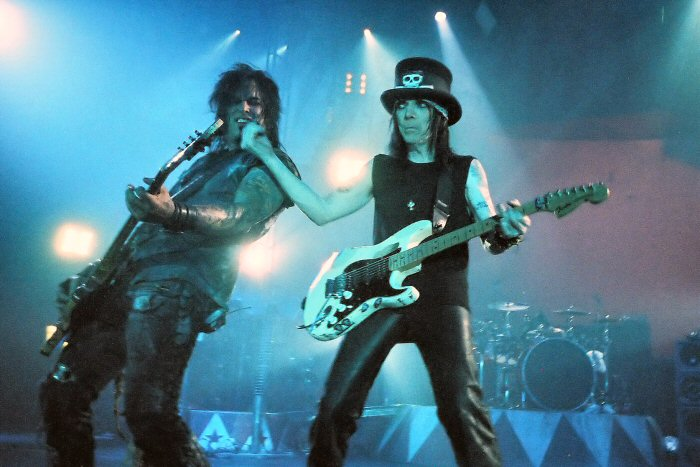
Nikki Sixx 與 Mick Mars2005年6月14日在蘇格蘭Glasgow的演出
Photo: Alec MacKellaig

| 過去團員 - Vince Neil – 主唱 (1981–1992, 1996–2015) - Mick Mars – 吉他,合音 (1981–2015) - Nikki Sixx – 貝斯,合音 (1981–2015) - Tommy Lee – 鼓, 鍵盤, 合音 (1981–1999, 2004–2015) - John Corabi – 主唱, 吉他 (1992–1996) - Randy Castillo – 鼓 (1999–2002) - Samantha Maloney – 鼓 (2002–2004, touring drummer) |

## 專輯
- Too Fast for Love（英语：Too Fast for Love） (1981)
- Shout at the Devil（英语：Shout at the Devil） (1983)
- Theatre of Pain（英语：Theatre of Pain） (1985)
- Girls, Girls, Girls（英语：Girls, Girls, Girls (Mötley Crüe album)） (1987)
- Dr. Feelgood（英语：Dr. Feelgood (album)） (1989)
- Mötley Crüe（英语：Mötley Crüe (album)） (1994)
- Generation Swine（英语：Generation Swine） (1997)
- New Tattoo（英语：New Tattoo） (2000)
- Red, White & Crüe（英语：Red, White & Crüe） (2005)
- Saints of Los Angeles（英语：Saints of Los Angeles） (2008)

## 外部連結
- 官方网站
- Vince Neil's official website （页面存档备份，存于）
- Mick Mars' official website （页面存档备份，存于）
- Nikki Sixx's official website （页面存档备份，存于）
- Tommy Lee's official website （页面存档备份，存于）